# 渡辺大
渡辺 大（わたなべ だい、1984年8月1日 - ）は、日本の俳優。
東京都渋谷区出身。青山学院大学教育人間科学部（卒業当時は、文学部教育学科）卒業。身長185cm、体重74kg。
父は俳優の渡辺謙、実妹はモデル・女優の杏。

## 人物
2002年1月放送の『壬生義士伝〜新撰組でいちばん強かった男〜』で、父である渡辺謙演じる吉村貫一郎の青年期役でデビュー。デビュー当時は親の七光りと揶揄されることを嫌って「渡辺謙の息子」であることは自ら語ることはなかったが、容姿も声も若き日の父親に似ているため、オーディションなどでもすぐに知れてしまったという。
一時期、芸名を新 晋一郎（しん しんいちろう）と改めていた。その改名していた頃、妹の杏と『non-no』で初共演した際、晋一郎の「郎」を「朗」と間違えられた。
父の渡辺謙の離婚騒動の最中に、家庭の内幕を書いた手記を『週刊文春』に寄稿する。所属事務所の許可をとらずに自身の判断で行ったため、所属契約を解除されしばらくの間活動停止となるが、芸名を本名に戻して復帰した。
熱狂的な阪神タイガースファンである父とは違い、読売ジャイアンツとオリックス・バファローズのファンである。また、プロレスファンでもある。
ゲーム、アニメなどにも興味を示している。『桃太郎電鉄』や『サクラ大戦』などのファンである。さくまあきらとの交流もあり、その縁で、サクラ大戦の真宮寺さくら役の声優、横山智佐と対面したときは感激した模様を自身のブログに綴った。
2007年7月公開の『県警強行殺人班 鬼哭の戦場』（宮坂武志監督）で映画初主演を果たした。
2008年3月14日ホワイトデーに一般女性と結婚、8月には第1子が誕生。この事は本人が公表する前に、妹の杏が『徹子の部屋』で明かした（なお第1子の名付け親も杏である）。また自ら出演した2008年8月7日放映の『徹子の部屋』で実父・謙への結婚報告のエピソードなどを語った。2010年3月末に、第2子が誕生した。
デビュー以来「グランパパプロダクション」に所属していたが、2014年8月1日付けでケイダッシュグループの新設事務所「ケイパーク」へ移籍。
2017年、芸能界を引退した成宮寛貴の代役としてドラマ『就活家族〜きっと、うまくいく〜』に出演。
主演映画『ウスケボーイズ』が縁となり、2020年よりやまなし大使を務めている。

## 受賞
- 第20回日本映画批評家大賞主演男優賞（『ロストクライム -閃光-』）[7]
- マドリード国際映画祭2018 最優秀外国語映画主演男優賞（『ウスケボーイズ』）[8]
- アムステルダム国際フィルムメーカー映画祭2018 最優秀主演男優賞（『ウスケボーイズ』）[9]

## 出演

### テレビドラマ
- 新春ワイド時代劇（テレビ東京）
  - 壬生義士伝〜新撰組でいちばん強かった男〜（2002年1月2日） - 吉村貫一郎（青年期）役
  - 忠臣蔵〜決断の時（2003年1月2日） - 橋本平左衛門 役
  - 白虎隊〜敗れざる者たち（2013年1月2日） - 中沢鉄之助 役
- 夏の日の恋〜Summer Time〜（2002年6月24日 - 7月29日、NHK総合）
- 年下の男 第1話（2003年1月9日、TBS）
- 刑事☆イチロー 第7話 - 最終話（2003年2月26日 - 3月12日、TBS） - 沢木明 役
- こちら本池上署 第2シリーズ 第1話（2003年4月14日、TBS）
- WATER BOYS（2003年7月1日 - 9月9日、フジテレビ） - 新村 役
- 大河ドラマ（NHK総合）
  - 武蔵 MUSASHI 第36話、第39話・第40話、第43話 - 最終話（2003年9月7日、9月28日・10月5日、10月26日 - 12月7日） - 豊臣秀頼 役[10]
  - 功名が辻 第17話 - 第23話（2006年4月30日 - 6月11日） - 森蘭丸 役
- 火曜サスペンス劇場『
屋形船の女（3）』（2004年8月31日、日本テレビ） - 島田浩 役
- 愛のソレア 第20話 - 第32話（2004年10月25日 - 11月10日、東海テレビ・フジテレビ系）
- 忠臣蔵 第3話・第5話（2004年11月1日・15日、テレビ朝日）
- 水曜プレミア 江戸前鮨職人 きららの仕事（2005年5月25日、TBS）
- 彼女の恋文（2006年3月17日、テレビ朝日）
- 水戸黄門 第36部 第7話・最終話（2006年9月4日 ・12月18日、TBS） - 前田利久 役
- くうねるところすむところ〜恋するニッカボッカ・ガール〜（2007年4月10日、フジテレビ） - 藤村伸吾 役
- 金曜プレステージ→金曜プレミアム（フジテレビ）
  - 奇跡の動物園2007〜旭山動物園物語〜（2007年5月11日） - 勝山元気 役
  - 浅見光彦シリーズ46 はちまん（2013年1月11日） - 松浦勇樹 役
  - 判事失格!?弁護士夏目連太郎の逆転捜査（2017年3月24日） - 近藤哲也 役
- 水曜ミステリー9（テレビ東京）
  - 第26回横溝正史ミステリ大賞 テレビ東京賞受賞作「忘却の調べ〜オブリビオン」（2007年5月30日、テレビ東京）
  - 介護ヘルパー紫雨子の事件簿シリーズ - 大畑俊策 役
    - 介護ヘルパー紫雨子の事件簿 青い鳥を待つ女（2012年6月13日）
    - 介護ヘルパー紫雨子の事件簿2 過去を捨てた男（2013年9月4日）

  - 刑事の十字架（2014年5月7日） - 青木達也 役
  - 共犯 元刑事 永井耕作の誘拐捜査（2016年6月1日） - 岩佐純 役
- 警視庁捜査一課9係 season2 第6話（2007年5月30日、テレビ朝日） - 藤村義明 役
- 月曜ゴールデン（TBS）
  - 狩矢警部シリーズ4 京都阿修羅王殺人事件（2008年4月14日） - 郷田龍一 役
  - 西村京太郎サスペンス十津川警部シリーズ48 江ノ電に消えた女〜十津川警部への挑戦状（2012年10月22日） - 服部彰一 役
  - 警視庁機動捜査隊216IV 孤独の叫び（2014年9月8日） - 鯉沼洋一 役
- 臨場（2009年4月15日 - 6月24日、テレビ朝日） - 一ノ瀬和之 役
  - 臨場 続章（2010年4月7日 - 6月23日）
- 恋のから騒ぎ〜LOVE STORIES VI〜「尽くす女」（2009年9月25日、日本テレビ）
- 正月時代劇（NHK総合・BS4K)
  - 隠密秘帖（2011年1月1日） - 松平定信 役
  - ライジング若冲 天才 かく覚醒せり（2021年1月2日) - 伊藤宗次郎 役[11]
  - 幕末相棒伝（2022年1月3日） - 徳川慶喜 役[12]
- 四つ葉神社ウラ稼業 失恋保険〜告らせ屋〜 第11話（2011年6月16日、読売テレビ・日本テレビ系） - 古沢拓実 役
- QP（2011年10月6日 - 12月29日、日本テレビ） - 君塚亮輔 役
- 神様の女房 最終話（2011年10月15日、NHK総合） - 松下正治 役
- 宮部みゆき原作 ドラマスペシャル「火車」（2011年11月5日、テレビ朝日） - 栗原和也 役
- 逃亡者 おりん2（2012年1月18日 - 3月28日、テレビ東京） - 望月誠之助 役
- 第35回創作テレビドラマ大賞 大賞受賞作「夜明けのララバイ」（2012年3月27日、NHK総合） - 叶江の男 役
- 私立バカレア高校 第1話 - 第6話、第9話 - 最終話（2012年4月15日 - 5月20日、6月10日 - 7月1日、日本テレビ） - 西園寺涼 役
- ドラマ特別企画 悪女について（2012年4月30日、TBS） - 尾藤輝彦 役
- ドラマW 尾根のかなたに 〜父と息子の日航機墜落事故〜（2012年10月7日・14日、WOWOW）
- スペシャルドラマ 必殺仕事人2013（2013年2月17日、ABCテレビ・テレビ朝日系） - 小宮山勝之進 役
- 酔いどれ小籐次 第8話 - 第10話・最終話（2013年8月9日 - 23日・9月13日、NHK BSプレミアム） - 浩吉 役
- 新・御宿かわせみ（2013年9月16日、時代劇専門チャンネル） - 神林麻太郎 役
- 刑事吉永誠一 涙の事件簿 第6話（2013年11月15日、テレビ東京） - 北沢誠二 役
- テレビ朝日開局55周年記念 二夜連続ドラマスペシャル オリンピックの身代金 第2夜（2013年12月1日、テレビ朝日） - 米村繁 役
- 足尾から来た女 後編（2014年1月25日、NHK総合） - 石川啄木 役[10]
- テレビ朝日開局55周年記念 山田太一ドラマスペシャル 時は立ちどまらない（2014年2月22日、テレビ朝日） - 浜口修一 役
- 鼠、江戸を疾る 第6話（2014年2月27日、NHK総合） - 清吉 役
- テレビ朝日開局55周年記念ドラマスペシャル 宮本武蔵 第二夜（2014年3月16日、テレビ朝日） - 細川忠利 役
- 刑事110キロ 第2シリーズ 第1話（2014年4月17日、テレビ朝日） - 牧野光一 役
- ドラマスペシャル SP 警視庁警護課4（2014年5月4日、テレビ朝日） - 大橋拓哉 役
- 土曜ワイド劇場→日曜ワイド→日曜プライム（テレビ朝日）
  - 監察官・羽生宗一シリーズ - 上原和也 役
    - 監察官・羽生宗一（2014年5月10日）
    - 監察官・羽生宗一（2014年11月1日）
    - 監察官・羽生宗一～毒ハブと呼ばれる男（2015年7月4日）
    - 監察官・羽生宗一～毒ハブと呼ばれる男!!（2016年3月5日）
    - 監察官・羽生宗一～毒ハブと呼ばれる男!!（2017年4月1日）

  - ショカツの女12 新宿西署 刑事課強行犯係（2016年7月9日、ABCテレビ） - アキラ 役
  - 深層捜査シリーズ - 高野泰之 役
    - 深層捜査 ドクター大嶋二郎の事件日誌（2017年3月11日）
    - 深層捜査2 ドクター大嶋二郎の事件日誌（2017年11月12日）
    - 深層捜査スペシャル（2019年9月8日）[13]
- おやじの背中 第1話（2014年7月13日、TBS） - 重原一臣 役
- 牙狼-GARO- -魔戒ノ花- 第21話（2014年8月30日、テレビ東京） - マトウ 役
- ドラマスペシャル だましゑ歌麿IV（2014年9月6日、テレビ朝日） - 音羽の作太郎 役
- 大岡越前2 最終話（2014年12月5日、NHK BSプレミアム） - 徳川宗春 役
  - 大岡越前7（2024年） - 徳川宗春 役
- ダークスーツ 第4話（2014年12月13日、NHK総合） - 重田貴志 役
- 新春ドラマスペシャル DOCTORS 最強の名医2015（2015年1月4日、テレビ朝日） - 春川太一郎 役
- まっしろ 第1話（2015年1月13日、TBS） - 北松亮太 役
- 風の峠〜銀漢の賦〜 第1話（2015年1月15日、NHK総合） - 藤森吉四郎 役
- ドラマスペシャル 復讐法廷（2015年2月7日、テレビ朝日） - 中原遼 役
- テレビ東京開局50周年特別企画 ドラマスペシャル「永遠の0」 第3夜（2015年2月15日、テレビ東京） - 村田保彦 役
- 宮城発地域ドラマ 独眼竜花嫁道中（2015年7月29日、NHK BSプレミアム） - 主演・藤次郎 役[14][15][10]
- 一路（2015年7月31日 - 9月25日、NHK BSプレミアム） - 蒔坂左京大夫 役[10]
- 遺産争族 第2話・第3話、第7話（2015年10月29日・11月5日、12月3日、テレビ朝日） - 木村誠也 役
- 1964から2020へ 惨敗から立ち上がれ〜水泳王国ニッポンへの道〜 第1部「日本中にスイミングクラブを」（2016年1月11日、NHK BS1） - 主演[注釈 1]
- 三屋清左衛門残日録シリーズ（BSフジ / 時代劇専門チャンネル） - 平松与五郎 役
  - 三屋清左衛門残日録 登場篇（2016年2月6日、BSフジ / 9月19日、時代劇専門チャンネル）
  - 三屋清左衛門残日録 完結篇（2017年2月11日、BSフジ / 6月17日、時代劇専門チャンネル）
  - 三屋清左衛門残日録 三十年ぶりの再会（2018年2月3日、時代劇専門チャンネル / 12月16日、BSフジ）
- 連続ドラマW 沈まぬ太陽 第1部 第1話 - 第6話・最終話（2016年5月8日 - 6月12日・26日、WOWOW） - 八木 役
- 鬼平犯科帳 THE FINAL 前編 五年目の客（2016年12月2日、フジテレビ） - 庄次 役 [16]
- 科捜研の女 SEASON 16 第7話・第8話（2016年12月8日・15日、テレビ朝日） - 柿沢一樹 役
- 就活家族〜きっと、うまくいく〜（2017年1月12日 - 3月9日、テレビ朝日） - 真壁雄斗 役[注釈 2][3][4]
- 連続ドラマW 本日は、お日柄もよく（2017年1月14日 - 2月4日、WOWOW） - 今川厚志 役
- スペシャルドラマ 炎の経営者（2017年3月19日、フジテレビ） - 山村基弘 役
- 伝七捕物帳2 第3回（2017年8月18日、NHK BSプレミアム） - 直太郎 役
- 使えるテレビ ザ・ディレクソン『独立国 新潟』（2017年12月24日、NHK BSプレミアム） - 主演・国王 役
- 明日の君がもっと好き（2018年1月20日 - 3月10日、テレビ朝日） - 黒田智弘 役[17][18]
- 鳴門秘帖（2018年4月20日 - 6月22日、NHK BSプレミアム） - 天堂一角 役[10]
- 時代劇スペシャル 無用庵隠居修行2（2018年9月8日、BS朝日） - 花村清右衛門 役
- ヒモメン 最終話（2018年9月8日、テレビ朝日） - 松平鷹彦 役[19]
- 中学聖日記 第6話 - 第8話（2018年11月13日 - 27日、TBS） - 野上一樹 役[20]
- 魔法×戦士 マジマジョピュアーズ! 第41話（2019年1月13日、テレビ東京） - 大森次郎 役
- 4K大型時代劇スペシャル 紀州藩主 徳川吉宗（2019年2月8日、BS朝日） - 大岡忠相 役[21]
- ミラー・ツインズ - 赤城克彦 役[22]
  - Season1（2019年4月6日 - 5月25日、東海テレビ・フジテレビ系）
  - Season2（2019年6月8日 - 29日、WOWOW / 2020年7月4日 - 25日、東海テレビ・フジテレビ系）[23]
- 連続テレビ小説 なつぞら 第149話（2019年9月20日、NHK総合） - 杉山清二 役[24]
- 特命刑事 カクホの女2 第2話（2019年10月25日、テレビ東京） - 山崎孝志 役[25]
- 悪魔の手毬唄〜金田一耕助、ふたたび〜（2019年12月21日、フジテレビ） - 青池源治郎/恩田幾三 役[26]
- ドラマスペシャル 検事・佐方～裁きを望む～（2019年12月26日、テレビ朝日） - 芳賀渉 役[27]
- BS笑点ドラマスペシャル 初代林家木久蔵（2020年1月11日、BS日テレ） - 清水基嘉 役
- 刑事7人（テレビ朝日）
  - SEASON6 第8話（2020年9月23日） - 片瀬壌 役
  - SEASON9 第2話・第8話（2023年6月14日・8月2日） - 利根川宗一 役
- ＃リモラブ 〜普通の恋は邪道〜 （2020年10月14日 - 12月23日、日本テレビ） - 岬恒雄 役[28]
- 十三人の刺客（2020年11月28日、NHK BSプレミアム） - 松平左兵衛督斉継 役[29][30]
- 連続ドラマW コールドケース3 〜真実の扉〜 第1話・第2話（2020年12月5日・12日、WOWOW） - 高木光太郎 役[31]
- アナタの悩みを名画が解決!? ドラマチック美術館 第3話（2022年2月9日、NHK BSプレミアム） - 高木一郎 役
- となりのチカラ 第3話（2022年2月10日、テレビ朝日） - 芝田 役
- 池波正太郎原作「武士とその妻」（2022年3月12日、BS-TBS） - 関口市太郎 役
- カナカナ（2022年5月16日 - 6月30日、NHK総合） - 久保 役
- 金田一少年の事件簿 第6話・第7話（2022年6月5日・12日、日本テレビ） - いつき陽介 役[32]
- シネコンへ行こう!（2022年7月4日 - 、BS松竹東急） - 主演・水沢健太 役[33]
- 池波正太郎生誕100年BS特集時代劇「まんぞくまんぞく」（2022年12月30日、NHK BSプレミアム） - 滝十兵衛 役[34]
- 育休刑事 第9話（2023年6月13日、NHK総合・BS4K） - 海原幹久 役
- あきない世傳 金と銀（2023年12月8日 - 2024年2月2日、NHK BS、NHK BSプレミアム4K） - 徳兵衛 役
- さすらい署長 風間昭平スペシャル「とやま庄川峡殺人事件」（2024年6月24日、テレビ東京） - 葛城文雄 役[35]
- 笑うマトリョーシカ（2024年6月28日 - 9月6日、TBS） - 佐々木光一 役[36][37]
- いきなり婚（2025年1月8日 - 3月26日、日本テレビ） - 池崎雅也 役[38]
- 看守の流儀（2025年6月21日、テレビ朝日） - 源田陽一 役[39]

### 配信ドラマ
- ゼロ エピソードZERO 山口カズヤ編（2018年7月15日配信開始、Hulu） - 向井シオン 役[40]
- 逃亡料理人ワタナベ 五皿目・六皿目（2019年4月20日・27日、ひかりTV） - 前田 役

### ドキュメンタリー
- ホテル時間旅行 クラシック憧憬（2010年10月6日 - 2012年9月28日、BS日テレ） - 妹・杏とともに兄妹役のナレーターを担当。

### 映画
- ぷりてぃ・ウーマン（2003年5月10日、シネカノン、監督：渡邊孝好） - 森下達哉 役
- 新・日本の首領（2004年、渋谷シネ・ラ・セット、監督：高瀬將嗣） - 藤木吾郎 役
- 男たちの大和/YAMATO（2006年12月17日、東映、監督：佐藤純彌） - 伊達俊夫 役
- I am 日本人（2006年8月5日、ギャガ・コミュニケーションズ、監督：月野木隆） - 近藤洋平 役
- シルバー假面（2006年12月23日、ユーロスペース、総監督：実相寺昭雄） - 陸軍大尉 本郷義昭 役
- バッテリー（2007年3月10日、角川ヘラルド映画、監督：滝田洋二郎） - 門脇秀吾 役
- 俺は、君のためにこそ死ににいく（2007年5月12日、東映、監督：新城卓） - 加藤伍長 役
- 県警強行殺人班 鬼哭の戦場（2007年7月21日、ジャパン・アート、監督：宮坂武志） - 主演・梶原大介 役
- オーバーヒート 輝きの先に（2007年10月6日、シネマパラダイス、監督：加藤文明） - 主演・ハヤト 役
- クローズZERO（2007年10月27日、東宝、監督：三池崇史） - 武装戦線 四天王 = 阪東秀人 役
- 同窓会（2008年8月16日、エスピーオー、監督：サタケミキオ） - 浪越文太〈少年時代〉 役
- ラストゲーム 最後の早慶戦（2008年8月23日、シネカノン、監督：神山征二郎） - 主演・戸田順治 役
- RUN3 TWILIGHT FILE V（2008年11月22日、MIRAI、監督：中村隆太郎） - 主演・風間 役
- 空へ-救いの翼 RESCUE WINGS-（2008年12月13日、角川映画、監督：手塚昌明） - 瀬南孝太郎 役
- プライド（2009年1月17日、ヘキサゴン・ピクチャーズ / シナジー、監督：金子修介） - 池之端蘭丸 役
- 風が強く吹いている（2009年10月31日、松竹、監督：大森寿美男） - 藤岡一真 役
- 彼岸島（2010年1月9日、ワーナー・ブラザース映画、監督：キム・テギュン） - 篤 役
- ロストクライム -閃光-（2010年7月3日、角川映画、監督：伊藤俊也） - 片桐慎次郎 役
- 一枚のハガキ（2011年8月6日、東京テアトル、監督：新藤兼人） - 下士官 役
- ハードロマンチッカー（2011年11月26日、東映、監督：グ・スーヨン） - マサ 役
- ラーメン侍（2012年4月7日、ティ・ジョイ、監督：瀬木直貴） - 主演・神代昇 / 神代光 役（2役）
- 臨場・劇場版（2012年6月30日、東映、監督：橋本一） - 一ノ瀬和之 役
- 天地明察（2012年9月15日、角川映画 / 松竹、監督：滝田洋二郎） - 安藤有益 役
- 僕は友達が少ない（2014年2月1日、東映、監督：及川拓郎） - 田中 役
- 偉大なる、しゅららぼん（2014年3月8日、東映 / アスミック・エース、監督：水落豊） - 棗広海 役
- 相棒 -劇場版III- 巨大密室! 特命係 絶海の孤島へ（2014年4月26日、東映、監督：和泉聖治） - 多賀周治 役
- るろうに剣心 京都大火編（2014年8月1日、ワーナー・ブラザース映画、監督：大友啓史） - 新井青空 役
- 銀座並木通り クラブアンダルシア（2014年9月13日、渋谷プロダクション、監督：和田秀樹） - 増田秀一 役
- 舞妓はレディ（2014年9月13日、東宝、監督：周防正行）
- 救いたい（2014年11月22日、AMGエンタテインメント、監督：神山征二郎） - 三崎大樹 役
- サムライフ（2015年2月28日、ビターズ・エンド、監督：森谷雄） - アリちゃん 役
- ストレイヤーズ・クロニクル（2015年6月27日、ワーナー・ブラザース映画、監督：瀬々敬久） - 宇佐美 役
- 日本のいちばん長い日（2015年8月8日、アスミック・エース / 松竹、監督：原田眞人） - 秋富 役
- クロスロード（2015年11月28日、フレッシュハーツ、監督：すずきじゅんいち） - 羽村和也 役
- 罪とバス（2016年3月5日、藤井悠輔監督）
- サブイボマスク（2016年6月11日、東映、監督：門馬直人） - 長ネギ君 役
- 幸福のアリバイ〜Picture〜（2016年11月18日、東映、監督：陣内孝則）
- 土佐の一本釣り 〜久礼発、17歳の旅立ち〜（2016年12月25日、J.C.K / アールツーエンターテインメント、監督：蔵方政俊） - 勝 役
- 覆面系ノイズ（2017年11月25日、松竹、監督：三木康一郎） - 梁井壬散（ヤナ） 役
- 空飛ぶタイヤ（2018年6月15日、松竹、監督：本木克英） - 小茂田鎮 役
- ピース・ニッポン（2018年7月14日、ファントム・フィルム、監督：中野裕之）
- 散り椿（2018年9月28日、東宝、監督：木村大作） - 千賀谷政家 役[41]
- ウスケボーイズ（2018年10月20日、カートエンターテイメント、監督：柿崎ゆうじ） - 主演・岡村秀史 役[42]
- ある町の高い煙突（2019年6月14日、エレファントハウス / Kムーブ、監督：松村克弥） - 加屋淳平 役[43]
- 時の行路（2020年3月14日、共同映画、監督：神山征二郎） - 天知純一 役
- 日本独立（2020年12月18日、監督：伊藤俊也） - 吉田満 役[44]
- るろうに剣心 最終章 The Final（2021年4月23日、ワーナー・ブラザーズ映画、監督：大友啓史） - 新井青空 役（回想出演）
- われ弱ければ 矢嶋楫子伝（2022年2月11日、現代ぷろだくしょん） - 鈴木要介 役
- 峠 最後のサムライ（2022年6月17日、松竹 / アスミック・エース、監督：小泉堯史） - 花輪求馬 役[45]
- 六人の嘘つきな大学生（2024年11月22日、東宝）[46]
- シンペイ〜歌こそすべて（2025年1月10日、監督：神山征二郎） - 西條八十 役[47]
- 長崎-閃光の影で-（2025年8月1日、アーク・エンタテインメント、監督：松本准平） -  秋山学 役[48][49]

### テレビ番組
- 日本の歴史「関ヶ原の戦い」（2005年9月17日、フジテレビ）
- くりぃむクイズ ミラクル9（2013年2月13日ほか、テレビ朝日）-クイズ回答者
- 有吉弘行のダレトク!?（2016年11月29日、カンテレ・フジテレビ系）
- ザ・タイムショック（2017年3月3日、9月27日、テレビ朝日）
- 古舘トーキングヒストリー〜幕末最大の謎 坂本龍馬暗殺、完全実況〜（2019年1月5日、テレビ朝日） - 主演・坂本龍馬 役[50]
- 100分de名著 マルクス・アウレリウス「自省録」（2019年4月1日 - 22日、NHK-Eテレ） - 朗読
- ゴリパラ見聞録（2020年1月1日、テレビ西日本） - FAXボーイ
- クイズプレゼンバラエティー Qさま!!（2025年2月17日、テレビ朝日）- クイズ回答者

### ラジオ
- 青春アドベンチャー「スカラムーシュ」（2009年8月24日 - 28日 / 31日 - 9月4日 / 7日 - 11日、NHK-FM） - 主演・アンドレ 役[51]
- FMシアター（NHK-FM)
  - 「GIRLS（ガールズ）」（2013年1月26日） - 主演・亀井太郎 役[52]
  - 「幸福な毎日」（2013年12月7日） - 山根海路 役[53]
- 特集オーディオドラマ「瑞穂のくに」（2013年8月17日、NHK-FM）[54]
- 音楽ドラマ「冬も！恋する♪クラシック」（2013年12月23日、NHK-FM） - 主演・タクト 役[55]

### 舞台
- マヌエラ（2023年1月、東京建物 Brillia HALL/森ノ宮ピロティホール/北九州芸術劇場大ホール） - 和田海軍中尉 役
- 罠（2024年10月4日 - 11月25日、よみうり大手町ホール 他） - ダニエル 役[56]
- TARKIE〜伝説の女たち〜（2025年3月24日 - 30日、よみうりホール）[57]
- Take Me Out 2025（2025年5月17日 - 6月8日、よみうりホール / 6月14日・15日、Niterra日本特殊陶業市民会館 ビレッジホール / 6月20日・21日、岡山芸術創造劇場 ハレノワ 中劇場 / 6月27日 - 29日、兵庫県立芸術文化センター 阪急中ホール） - トッディ・クーヴィッツ 役[58]
- 醉いどれ天使（2025年11月7日 - 23日〈予定〉、明治座 / 11月28日 - 30日〈予定〉、御園座 / 12月5日 - 14日〈予定〉、大阪新歌舞伎座） - 真田 役[59]

### CM
- 山崎製パン ランチパック
  - 「It's my style」篇（2010年 - 2011年）
  - 「自由型ランチ 大人の男のオフ」篇（2012年）